# 대전광역시의 유형문화재
대전광역시의 유형문화재(大田廣域市 有形文化財)는 유형문화재 중에서 대전광역시 내에 있는 문화재를 의미한다.

## 지정 목록
| 번호 | 사진 | 명칭                                                                | 소재지                                            | 관리자 (단체)                  | 지정일                                                        | 참조 |
| 1호  |      | 송자대전판 (宋子大全板)                                             | 대전 동구 충정로 53 (가양동, 남간정사)            | 송정훈                         | 1989년 3월 18일 지정                                          |      |
| 2호  |      | 회덕쌍청당 (懷德雙淸堂)                                             | 대전 대덕구 쌍청당로 17 (중리동)                  | 은진송씨대종중                 | 1989년 3월 18일 지정                                          |      |
| 3호  |      | 회덕동춘선생고택(정침,가묘,별묘) (懷德同春先生故宅(正寢,家廟,別廟)) | 대전 대덕구 동춘당로 80 (송촌동)                  | 은진송씨종중                   | 1989년 3월 18일 지정                                          |      |
| 4호  |      | 남간정사 (南澗精舍)                                                 | 대전 동구 충정로 53 (가양동)                      | 송영달                         | 1989년 3월 18일 지정                                          |      |
| 5호  |      | 석조보살입상 (石造菩薩立像)                                         | 대전 유성구 성북로154번길 436-72 (성북동, 봉덕사) | 봉덕사                         | 1989년 3월 18일 지정                                          |      |
| 6호  |      | 유회당(부)기궁재 (有懷堂(附)奇窮齋)                                 | 대전 중구 운남로85번길 32-20 (무수동)             | 안동권씨찬성공파종중           | 1989년 3월 18일 지정                                          |      |
| 7호  |      | 옥류각 (玉溜閣)                                                     | 대전 대덕구 비래골길 47-74 (비래동)               | 송용시                         | 1989년 3월 18일 지정                                          |      |
| 8호  |      | 송애당 (松崖堂)                                                     | 대전 대덕구 계족산로17번길 60 (중리동)            | 경주김씨송애공파종중           | 1989년 3월 18일 지정                                          |      |
| 9호  |      | 제월당및옥오재 (霽月堂및玉吾齋)                                     | 대전 대덕구 계족로 750 (읍내동)                   | 은진송씨문희공종중             | 1989년 3월 18일 지정                                          |      |
| 10호 |      | 고산사대웅전 (高山寺大雄殿)                                         | 대전 동구 대전로316번길 205 (대성동, 고산사)      | 고산사                         | 1989년 3월 18일 지정                                          |      |
| 11호 |      | 초려이유태유고 (草廬李惟泰遺稿)                                     | 대전 유성구 도안대로 398 (상대동, 대전역사박물관) | 대전광역시                     | 1989년 3월 18일 지정                                          |      |
| 12호 |      | 권준의 준호구 (權蹲의 准戶口)                                       | 대전 유성구 도안대로 398 (상대동, 대전역사박물관) | 대전광역시                     | 1989년 3월 18일 지정                                          |      |
| 13호 |      | 운부군옥 (韻府群玉)                                                 | 대전 유성구 도안대로 398 (상대동, 대전역사박물관) | 대전광역시                     | 1989년 3월 18일 지정                                          |      |
| 14호 |      | 윤돈등의동복화회입의 (尹暾等의同腹和會立議)                         | 대전 유성구 도안대로 398 (상대동, 대전역사박물관) | 대전광역시                     | 1989년 3월 18일 지정                                          |      |
| 15호 |      | 조천진장 (朝天賑狀)                                                 | 대전 유성구 도안대로 398 (상대동, 대전역사박물관) | 대전광역시                     | 1989년 3월 18일 지정                                          |      |
| 16호 |      | 농암진적 (農巖眞蹟)                                                 | 대전 유성구 도안대로 398 (상대동, 대전역사박물관) | 김영한                         | 1989년 3월 18일 지정                                          |      |
| 17호 |      | 만회집탄옹문집판목 (晩悔集炭翁文集板木)                             | 대전 서구 남선로9번길 22 (탄방동)                 | 안동권씨종중                   | 1989년 12월 13일 지정                                         |      |
| 18호 |      | 여경암(부)거업재산신당 (餘慶菴(附)居業齋山神堂)                     | 대전 중구 운남로85번길 54-153 (무수동, 여경암)    | 여경암                         | 1989년 12월 13일 지정                                         |      |
| 19호 |      | 보문산마애여래좌상 (寶文山磨崖如來坐像)                             | 대전 중구 석교동 산17-1                           | 복전암                         | 1990년 5월 28일 지정                                          |      |
| 20호 |      | 유회당판각 (有懷堂板刻)                                             | 대전 중구 무수동                                  | 안동권씨찬성공파종중           | 1991년 7월 10일 지정                                          |      |
| 21호 |      | 상제집략판목 (喪祭輯略板木)                                         | 대전 유성구 노은동로 126 (노은동, 대전선사박물관) | 대전선사박물관                 | 1992년 7월 22일 지정                                          |      |
| 22호 |      | 용천련고판목 (龍川聯稿板木)                                         | 대전 유성구 노은동로 126 (노은동, 대전선사박물관) | 대전선사박물관                 | 1992년 7월 22일 지정                                          |      |
| 23호 |      | 금암집판목 (琴巖集板木)                                             | 대전 유성구 도안대로 398 (상대동, 대전역사박물관) | 은진송씨금암공파종중           | 1992년 7월 22일 지정                                          |      |
| 24호 |      | 은진송씨정려각 (恩津宋氏旌閭閣)                                     | 대전 대덕구 법2동 205-5번지                       | 경주김씨송애공파종중           | 1993년 6월 21일 지정                                          |      |
| 25호 |      | 고흥류씨정려각및비 (高興柳氏旌閭閣및碑)                             | 대전 대덕구 중리동 498-1                          | 은진송씨쌍청당공파종중         | 1996년 3월 27일 지정                                          |      |
| 26호 |      | 용화사석불입상 (龍華寺石佛立像)                                     | 대전 대덕구 계족로740번길 185 (읍내동)            | 용화사                         | 1997년 1월 9일 지정                                           |      |
| 27호 |      | 설교시첩 (雪窖詩帖)                                                 | 대전 유성구 도안대로 398 (상대동, 대전역사박물관) | 김영한                         | 1997년 1월 9일 지정                                           |      |
| 28호 |      | 수운교도솔천 (水雲敎兜率天)                                         | 대전 유성구 추목동 산40번지                       | 수운교본부                     | 1999년 5월 26일 지정                                          |      |
| 29호 |      | 안동권씨유회당종가일원 (安東權氏有懷堂宗家一圓)                     | 대전 중구 운남로 65 (무수동)                      | 안동권씨유회당공파종중(권태원) | 2001년 6월 27일 지정                                          |      |
| 30호 |      | 비래사목조비로자나불좌상 (飛來寺木造毘盧遮那佛坐像)                 | 대전 대덕구 비래골길 47-74, 비래사 (비래동)       | 비래사                         | 2001년 6월 27일 지정, 2014년 7월 2일 해제, 보물 1829호로 승격 |      |
| 31호 |      | 심광사목조석가모니불좌상 (心侊寺木造釋迦牟尼佛坐像)                 | 대전 동구 천동 106번지 심광사                     | 심광사                         | 2001년 6월 27일 지정                                          |      |
| 32호 |      | 고산사목조석가모니불좌상 (高山寺木造釋迦牟尼佛坐像)                 | 대전 동구 대성동 3번지                            | 고산사                         | 2005년 5월 9일 지정                                           |      |
| 33호 |      | 고산사아미타불화 (高山寺阿彌陀佛畵)                                 | 대전 동구 대성동 3번지                            | 고산사                         | 2005년 5월 9일 지정                                           |      |
| 34호 |      | 당송팔자백선 (唐宋八字百選)                                         | 대전 유성구 도안대로 398 (상대동, 대전역사박물관) |                                | 2009년 1월 28일 지정                                          |      |
| 35호 |      | 배자예부운략 (排字禮部韻略)                                         | 대전 유성구 도안대로 398 (상대동, 대전역사박물관) |                                | 2009년 1월 28일 지정                                          |      |
| 36호 |      | 선문염송 (禪門拈頌)                                                 | 대전 유성구 계산동 296                            | 성현사                         | 2009년 1월 28일 지정                                          |      |
| 37호 |      | 육경합부 (六經合部)                                                 | 대전 유성구 계산동 296                            | 성현사                         | 2009년 1월 28일 지정                                          |      |
| 38호 |      | 이시방 초상 일괄 (李時昉 肖像 一括)                                 | 대전 유성구 도안대로 398 (상대동, 대전역사박물관) | 이종억                         | 2009년 1월 28일 지정                                          |      |
| 39호 |      | 석각천문도 (石刻天文圖)                                             | 대전 유성구 대덕대로 481 (구성동, 국립중앙과학관) |                                | 2009년 12월 23일 지정                                         |      |
| 40호 |      | 백자청화모란문호 (白磁靑畵牧丹文壺)                                 | 대전 유성구 대덕대로 481 (구성동, 국립중앙과학관) |                                | 2009년 12월 23일 지정                                         |      |
| 41호 |      | 백자호 (白磁壺)                                                     | 대전 유성구 대덕대로 481 (구성동, 국립중앙과학관) |                                | 2009년 12월 23일 지정                                         |      |
| 42호 |      | 백자유개호 (白磁有蓋壺)                                             | 대전 유성구 대덕대로 481 (구성동, 국립중앙과학관) |                                | 2009년 12월 23일 지정                                         |      |
| 43호 |      | 조중회전별시첩 (趙重晦 餞別詩帖)                                    | 대전 유성구 도안대로 398 (상대동, 대전역사박물관) | 대전광역시                     | 2009년 12월 23일 지정                                         |      |
| 44호 |      | 무수동도 (無愁洞圖)                                                 | 대전 중구 태평로 55 (태평동, 삼부아파트4단지)     |                                | 2010년 4월 12일 지정                                          |      |
| 45호 |      | 안동김씨성보 (安東金氏姓譜)                                         | 대전 중구 뿌리공원로 79 한국족보박물관            | 한국족보박물관                 | 2012년 1월 9일 지정                                           |      |
| 46호 |      | 충주박씨내외자손보 (忠州朴氏內外子孫譜)                             | 대전 중구 뿌리공원로 79 한국족보박물관            |                                | 2012년 1월 9일 지정                                           |      |
| 47호 |      | 도산족계좌목 (道山族稧座目)                                         | 대전 중구 뿌리공원로 79 한국족보박물관            |                                | 2012년 1월 9일 지정                                           |      |
| 48호 |      | 동사수창록 (東槎酬唱錄)                                             | 대전 유성구 도안대로 398 (상대동, 대전역사박물관) | 김영한                         | 2012년 6월 22일 지정                                          |      |
| 49호 |      | 제월당 송규렴 간독첩 (霽月堂 宋奎濂 簡牘帖)                         | 대전 유성구 도안대로 398 (상대동, 대전역사박물관) | 김영한                         | 2012년 6월 22일 지정                                          |      |
| 50호 |      | 선세기몽첩 (先世記夢帖)                                             | 대전 유성구 도안대로 398 (상대동, 대전역사박물관) |                                | 2012년 6월 22일 지정                                          |      |
| 51호 |      | 복전선원 목조대세지보살좌상 (福田禪院 木造大勢至菩薩坐像)           | 대전 중구 석교동 산17-1                           | 복전선원                       | 2013년 2월 22일 지정                                          |      |
| 52호 |      | 봉국사 아미타불회도 (奉國寺 阿彌陀佛會圖)                           | 대전 유성구 문화원로6번길 48-1 (장대동, 봉국사)   | 봉국사                         | 2013년 2월 22일 지정                                          |      |
| 53호 |      | 보현사 목조여래좌상 (普賢寺 木造如來坐像)                           | 대전 동구 비룡동 산17                             | 보현사(이열호)                 | 2014년 5월 2일 지정                                           |      |
| 54호 |      | 아계 이산해 기성록 초고본 (鵝溪 李山海 箕城錄 草稿本)               | 대전 중구 대종로 425 (대흥동, 동건참좋은아파트)   | 이영원                         | 2017년 6월 19일 지정                                          |      |
| 55호 |      | 고성남씨족보 (固城南氏族譜)                                         | 대전 중구 범골로 60 (호동)                        | 고성남씨참판공파종중           | 2017년 6월 19일 지정                                          |      |
| 56호 |      | 청자 철화 장수황씨 병형 묘지 (靑磁 鐵畵 長水黃氏 甁形 墓誌)         | 대전 유성구 도안대로 398                          | 김완순                         | 2017년 12월 27일 지정                                         |      |
| 57호 |      | 동치 2년명 신중도 (同治 二年銘 神衆圖)                              | 대전 유성구 엑스포로 624                          | 이진형                         | 2017년 12월 27일 지정                                         |      |
| 58호 |      | 문정공 김상헌 진적 (文正公 金尙憲 眞蹟)                             | 대전 대덕구 중리로24 (중리동 165-1)               | 김용현                         | 2018년 5월 14일 지정                                          |      |
| 59호 |      | 온재 김진옥 필 종계시첩 (鞰齋 金鎭玉 筆 宗稧詩帖)                   | 대전 유성구 도안대로 398, 대전시립박물관          | 광산김씨 허주공파 종중         | 2018년 12월 4일 지정                                          |      |